# Ximena Armas
Pour les articles homonymes, voir Armas.
Ximena Armas, née à Santiago le 29 juillet 1946, est une peintre, dessinatrice et graveuse chilienne.
Ses œuvres de figuration narrative mettent en scène un univers onirique caractérisé par des plumes, des palmes, des tentures, des littoraux aréneux et des silhouettes au pochoir.

## Biographie
Née à Santiago le 29 juillet 1946, Ximena Armas Fernández passe une grande partie de son enfance à Talca, à 250 km au sud de Santiago, où son père possède une propriété viticole. Après son baccalauréat, elle suit d'abord les cours de l’Escuela de Bellas Artes à l'Université du Chili,
puis ceux de l'Escuela de Artes à l'Université pontificale catholique de Santiago où elle est l'élève de Mario Carreño, Eduardo Vilches et Mario Toral (es). En France depuis 1971, elle suit les cours de l'École nationale supérieure des arts décoratifs et de l'École nationale supérieure des beaux-arts. Mariée au peintre français Henri Richelet, elle habite Paris.
Outre sa participation à des expositions de groupes depuis 1969, elle a réalisé de nombreuses expositions personnelles au Chili et en France.

## Œuvre
Pour Armas, l'oiseau est la victime première d’une nature outragée. Celui-ci subsiste sous la forme de plumes éparses disséminées dans ses dessins, pastels et acryliques comme autant de traces que l'œil ne peut s'empêcher de rechercher d'une œuvre à l'autre. Utilisant un  lexique figuratif volontairement restreint, elle en combine à l'infini les différents éléments : littoraux aréneux et déserts, cailloux, parasols, secrets pavillons de toile, palmes figées dans le vent, ou plumes qui ne prendront plus jamais leur essor. Dans un leitmotiv obsédant se succèdent des tissus, des foulards, des cordons blancs, rayés, striés, aux couleurs parfois très contrastées. Les personnages, souvent sans visage et bâillonnés par des rubans, se regardent en vain. 
Armas organise l'espace autour de plans architecturaux insolites
et de perspectives singulières. Dans ses paysages sans âge, l'hiératisme de la pierre et des étendues désertiques est ainsi comme une réponse au miroir des eaux et au frémissement des palmes et des herbes sauvages. Utilisant ce dualisme de l'architecture et de la nature, ses œuvres sont autant de mystérieuses énigmes, sa toile Secrets, utilisée ici comme illustration, étant emblématique à cet égard. Armas se plaît à mettre en scène un univers onirique
mêlant la mémoire au rêve, les sentiments secrets aux bribes de souvenirs, la nostalgie à l'espérance. Utilisant une palette délicatement nuancée, elle exprime une poésie picturale très caractéristique qui donne un décor mythique à la vie. Son œuvre a parfois été rattaché au post-surréalisme ou à la figuration narrative ; mais elle ne se revendique ni de l'un, ni de l'autre. Comme elle le dit elle-même : « je ne fais partie d'aucun courant ».

## Œuvres dans les collections publiques
- Musée national des beaux-arts de Santiago, Chili :
  - Profonde solitude : peinture acrylique sur toile (130 × 97 cm).
- Museo de la Solidaridad Salvador Allende (es), Santiago, Chili :
  - Ensueños : peinture acrylique sur toile (130 × 97 cm) ;
  - Golpe : dessin à l'encre de Chine et collage (60 × 40 cm).
- Musée d'art contemporain Julio Cortazar, Managua, Nicaragua :
  - No toques : peinture acrylique sur toile (100 × 81 cm).
- Musée d'Art contemporain de Santiago (es), Chili :  
  - Nuestro tiempo : peinture acrylique sur toile (130 × 97 cm).
- Pinacothèque de l'université de Talca, Chili :  
  - Pasan huyendo pájaros : peinture acrylique sur toile (196 × 114 cm).
- Pinacothèque de l'université de Concepción, Chili :  
  - Humanos en caja : peinture à l'huile sur toile (120 × 80 cm).
- Musée Ralli (es), Santiago, Chili :
  - Le Pont :  peinture acrylique sur toile (130 × 97 cm).

## Expositions

### Expositions personnelles
- 1969 : Galería Arturo Edwards, Santiago, Chili.
- 1970 : Galería C.C. Providencia, Santiago, Chili.
- 1980 : Galerie La Bolée, Anonnay, France.
- 1982 : « Latino-Américains à Paris », Grand Palais, Paris.
- 1986 : Galerie Lefor Openo, Saint-Cloud, France.
- 1987 :
  - Espace latino-américain, Paris.
  - Galerie de la Main de fer, Perpignan, France.
- 1990 :
  - Galería La Fachada, Santiago, Chili.
  - Galerie Ceibo, Paris.
- 1994 : Galería Arte Actual, Santiago, Chili.
- 1996 : Hôtel de Ville, Neufchâteau, France.
- 1999 : Galería Arte Actual, Santiago, Chili.
- 2001 : Museo Nacional de Bellas Artes, Santiago, Chili.
- 2003 : Musée Roybet–Fould, Courbevoie, France.
- 2006 :
  - Galería Modigliani, Viña del Mar, Chili.
  - Galería Praxis, Santiago, Chili.
- 2007-2008 : Le Trait d’Union, Neufchâteau, France.
- 2015 : Extension, Université de Talca, Santiago, Chili.
- 2017 : Espace 7, Paris, France.

### Principales expositions de groupe
- 1969 : « Prix Crav de Peinture », Museo de Arte Contemporáneo, Santiago, Chili.
- 1972 : « La Peinture chilienne », Unesco, Paris.
- 1974 : « Grafic 74 », Museo de Arte Contemporáneo, Ibiza, Espagne.
- 1981 :
  - « Art pour le Nicaragua », Musée d'art moderne, Paris.
  - « Cent gravures contemporaines »,
- 1982 : « Chili Vivant », Mexico.
- 1983 : « Chili-femmes », Espace latino-américain, Paris.
- 1984 : « Peintres latino-américains », Monaco.
- 1986 : « Les Figurations de 1960 à nos jours », Musée de Cagnes-sur-Mer, E.B.A. de Besançon, Musée de Carcassonne, Couvent des Cordeliers de Châteauroux, France.
- 1989 : « Le Musée de l'Amérique latine », Monaco
- 1990 : « Art chilien d’aujourd’hui », Espace Belleville et Unesco, Paris.
- 1991 : « Festival international de la peinture », Château-musée de Cagnes-sur-Mer, France.
- 1995 :
  - « Femmes ibéro-américaines », Junta de Extramadura, Caceres, Espagne.
  - « Présence du Chili en France », Galería Plastica Nueva, Santiago, Chili.
- 1996 : « Artistes Chiliens en France », Museo de Arte Contemporáneo, Santiago, Chili.
- 1997 :
  - « Festival des arts 1997. Dialogue Est-Ouest », Vayolles, Vienne, France.
  - « Persistance du paysage dans la peinture chilienne », Museo de Arte Contemporáneo, Santiago, Chili.
- 2003 : « Hommage à S. Allende », Centre culturel Robert-Desnos, Ris-Orangis, France.
- 2004 : « George Sand, interprétations », Couvent des Cordeliers, Châteauroux, France.
- 2007 : « Santiago Paris Santiago », Galería La Ventana Cemicual, Santiago, Chili.
- 2011 : « Bicentenaire de la République chilienne », Chapelle des Jésuites, Chaumont, France.
- 2022-2023 : « 58th Carnegie International (en) », Carnegie Museum of Art, Pittsburgh, États-Unis.